# Закшев (Ґарволінський повіт)
Закшев (пол. Zakrzew) — село в Польщі, у гміні Вільґа Ґарволінського повіту Мазовецького воєводства.
Населення — 242 особи (2011).
У 1975-1998 роках село належало до Седлецького воєводства.

## Демографія
Демографічна структура станом на 31 березня 2011 року:
|          | Загалом | Допрацездатний вік | Працездатний вік | Постпрацездатний вік |
| -------- | ------- | ------------------ | ---------------- | -------------------- |
| Чоловіки | 123     | 36                 | 75               | 12                   |
| Жінки    | 119     | 32                 | 62               | 25                   |
| Разом    | 242     | 68                 | 137              | 37                   |